# Selvageria

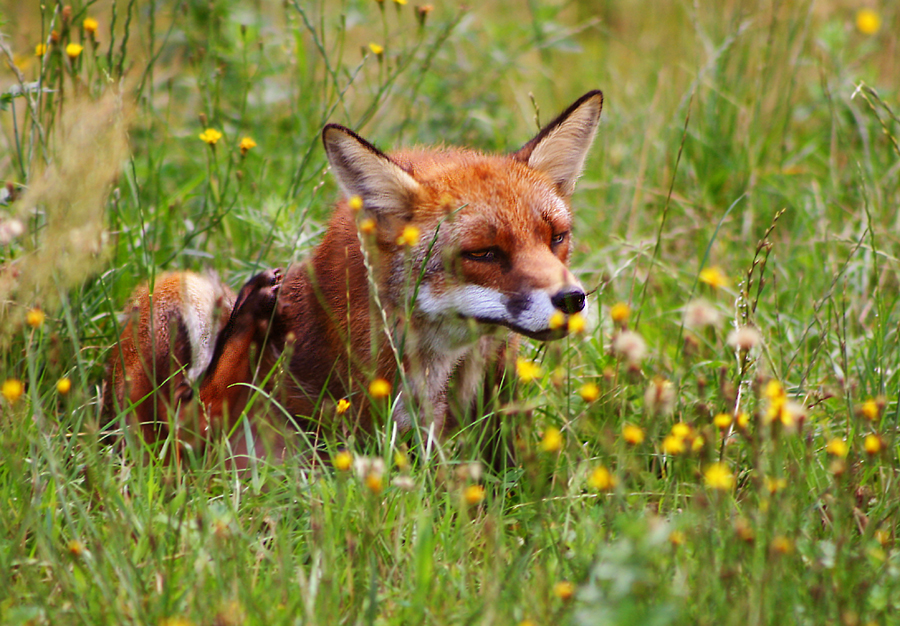
Uma raposa vermelha selvagem

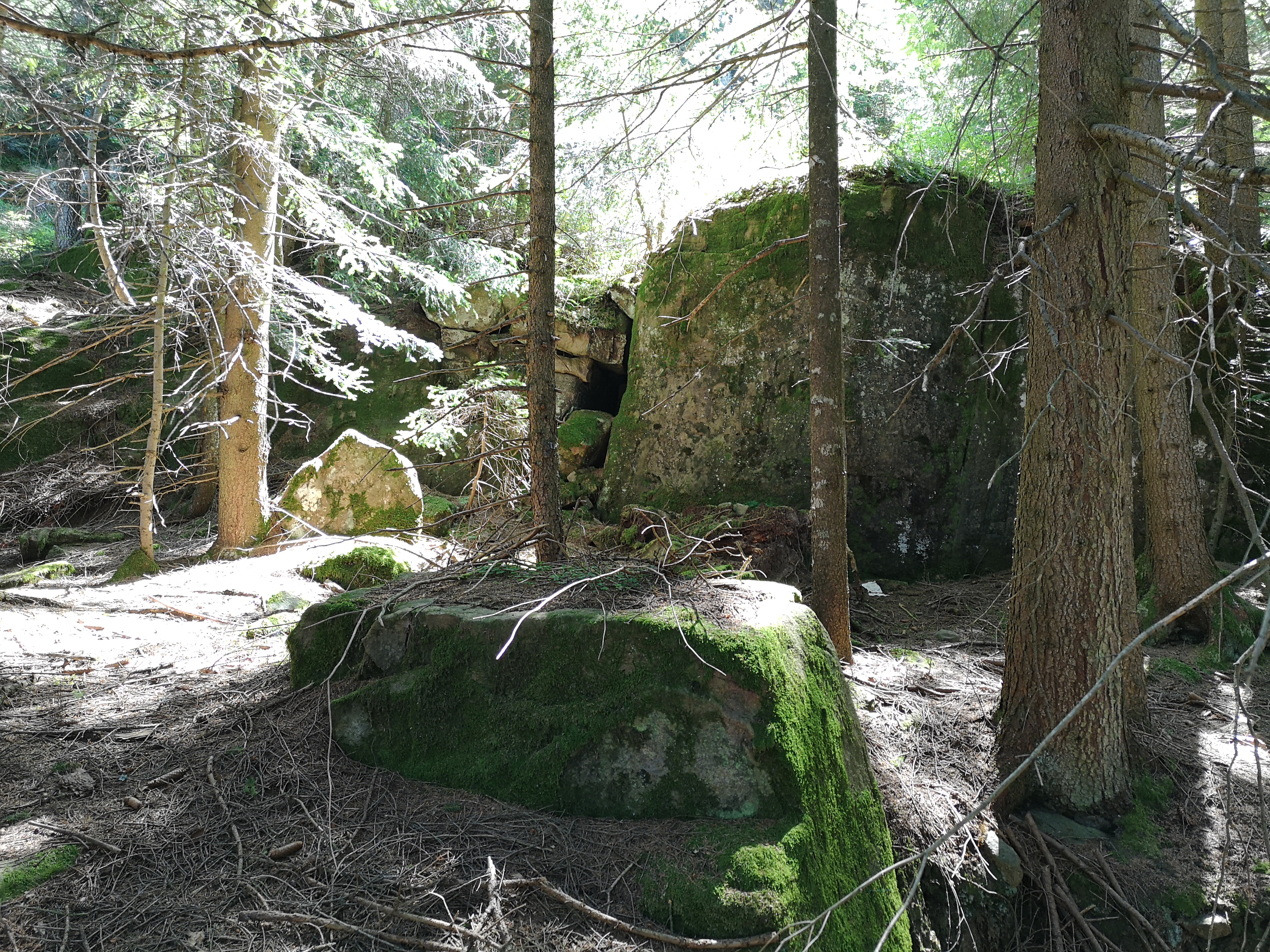
Uma floresta selvagem

A selvageria, em seu sentido literal, é a qualidade de ser selvagem ou indomável. Além disso, tem sido definida como uma qualidade produzida na natureza, como aquilo que emerge de uma floresta, e como um nível de realização na natureza. Mais recentemente, tem sido definida como "uma qualidade de processamento interativo entre organismo e natureza onde as realidades das naturezas básicas são atendidas, permitindo a construção de sistemas duráveis". Uma natureza selvagem é um lugar onde a selvageria ocorre.

## Selvageria nafilosofia política
O conceito de estado natural foi proposto pela primeira vez pelo filósofo inglês do século XVII Thomas Hobbes em Leviatã. Hobbes descreveu o conceito na frase latina bellum omnium contra omnes, que significa "a guerra de todos contra todos". Nesse estado, qualquer pessoa tem o direito natural de fazer qualquer coisa para preservar sua própria liberdade ou segurança. Notoriamente, ele acreditava que tal condição levaria a uma "guerra de todos os homens contra todos os homens" e tornaria a vida "solitária, pobre, desagradável, brutal e curta".
A visão de Hobbes foi desafiada no século XVIII por Jean-Jacques Rousseau, que afirmou que Hobbes estava tomando pessoas socializadas e simplesmente imaginando-as vivendo fora da sociedade em que foram criadas. Ele afirmou, em vez disso, que as pessoas não nasciam nem boas nem más; os homens não conheciam nem o vício nem a virtude, pois quase não tinham relações uns com os outros. Seus maus hábitos são produtos da civilização, especificamente hierarquias sociais, propriedades e mercados. Outra crítica apresentada por Karl Marx é seu conceito de espécie-ser, ou o potencial único dos humanos para relações dinâmicas, criativas e cooperativas entre si. Para Marx e outros em sua linha de teoria crítica, relações sociais alienadas e abstraídas impedem a realização desse potencial (ver anomia).
A visão de David Hume reúne e desafia as teorias de Rousseau e Hobbes. Ele postula que no estado natural nascemos maus por causa, por exemplo, do choro do bebê que exige atenção. Como Rousseau, ele acredita que a sociedade nos molda, mas que nascemos maus e cabe à sociedade nos moldar em quem nos tornamos.
Thoreau fez muitas declarações sobre selvageria:

Na selvageria está a preservação do mundo. — "Walking"
Desejo falar uma palavra pela Natureza, pela Liberdade e Selvageria absolutas, em contraste com uma Liberdade e Cultura meramente civil, – considerar o homem como um habitante, ou uma parte integrante da Natureza, em vez de um membro da sociedade.  — "Walking"
Anseio por selvageria, uma natureza que não posso atravessar, bosques onde o tordo canta para sempre, onde as horas são as primeiras horas da manhã, e há orvalho na grama, e o dia não é provado para sempre, onde eu poderia ter um fértil desconhecido para um solo sobre mim. — Journal, 22 de junho de 1853
Ao voltar para casa pela floresta com minha fileira de peixes, arrastando minha vara, já estava bem escuro, vislumbrei uma marmota furtivamente em meu caminho, e senti um estranho arrepio de prazer selvagem, e fiquei fortemente tentado a agarrar e devorá-lo cru; não que eu estivesse com fome então, exceto por aquela selvageria que ele representava.  — Walden
O que chamamos de selvageria é uma civilização diferente da nossa. — Journal, 16 de fevereiro de 1859
Na selvageria está a preservação do mundo.  — "Walking"
Precisamos do tônico da selvageria — vagar às vezes em pântanos onde espreitam a garça e a galinha do prado, e ouvir o estrondo da narceja; sentir o cheiro do junco sussurrante onde apenas uma ave mais selvagem e solitária constrói seu ninho, e o vison rasteja com a barriga rente ao chão.  — Walden
É em vão sonhar com uma selvageria distante de nós mesmos. Não existe tal. — Journal, 30 de agosto de 1856
O mais vivo é o mais selvagem.  — "Walking"
Tudo o que não está sob o domínio do homem é selvagem. Nesse sentido, os homens originais e independentes são selvagens — não domesticados e quebrados pela sociedade. — Journal, 3 de setembro de 1851

Trench diz que um homem selvagem é um homem determinado. Bem, então, um homem de vontade que faz o que quer ou deseja, um homem de esperança e do tempo futuro, pois não só o obstinado é querido, mas muito mais o constante e perseverante. O homem obstinado, propriamente falando, é aquele que não quer. A perseverança dos santos é uma vontade positiva, não uma mera vontade passiva. Os destinos são selvagens, pois serão; e o Todo-Poderoso é selvagem acima de tudo, como o destino. — Journal, 27 de junho de 1853